# Tarčno zdravljenje
Tarčno zdravljenje je zdravljenje z učinkovinami in (nano)tehnologijami, katerih delovanje je usmerjeno proti določenemu tipu rakavih celic. Gre za eno od poglavitnih oblik zdravljenja z zdravili različnih oblik raka (poleg hormonskega zdravljenja in zdravljenja s kemoterapevtiki). Kot tarčna zdravila se uporabljajo biološka zdravila (monoklonska telesa) ter tako imenovane male molekule, ki delujejo na specifično tarčno molekulo, ki je pomembno vpletena v rast in napredovanje tumorja. Gre za novejša zdravila, ki so svojo varnost in učinkovitost izkazala šele pred kratkim.

## Primerjava s kemoterapijo
Poglavitne razlike med tarčnim zdravljenjem raka in kemoterapijo so naslednje:
- tarčna zdravila delujejo na specifične molekulske tarče, ki so povezane z rakom, medtem ko klasični kemoterapevtiki delujejo na vse hitro deleče se celice (rakave in zdrave);
- tarčna zdravila so namenoma razvita, da se specifično vežejo na svojo tarčo, medtem ko so številne klasične kemoterapevtske učinkovine izbrali v razvoku protirakavih zdravil zaradi njihove sposobnosti ubijanja celic;
- tarčna zdravila so pogosto citostatična (preprečijo proliferacijo rakavih celic), medtem ko so kemoterapevtiki citotoksični (ubijejo rakavo celico).

Tarčna zdravila so zato veliko bolj specifična, njihova specifičnost pa še vedno ni 100-odstotna. Njihove tarče oziroma molekulska prijemališča delovanjases nahajajo tudi na zdravih celicah organizma. V rakasto spremenjenih celicah so
te poti le bolj izražene zaradi neravnovesja med dejavniki, ki stimulirajo omenjene poti, in tistimi, ki jih zavirajo. Zato tudi tarčna zdravila niso povsem brez neželenih učinkov.

## Vrste tarčnih zdravil
Med tarčna zdravila spada več skupin učinkovin:
- monoklonska protitelesa so biološko zdravilo|biološka zdravila, ki jih pridobivajo s pomočjo zapletenih biotehnoloških postopkov, majhne molekule pa s kemično sintezo. Monoklonska protitelesa zaradi svoje velikosti lahko vežejo le na tarče na površini ali zunaj rakave celice;
- male molekule pridobivajo s kemično sintezo in lahko prodrejo v samo rakavo celico in se tam vežejo na svoje tarče;
- konjugati protitelo-zdravilo.[8]

### Monoklonska protitelesa
Monoklonalna protitelesa delujejo tako, da reverzibilno ali ireverzibilno zasedejo natančno določen receptor ali pa se vežejo z njegovim ligandom, s čimer prekinejo določeno signalno pot. Lahko se vežejo na receptorje EGF (receptorji za epidermalni rastni faktor) in s tem blokirajo znotrajcelične signalne poti, ki vodijo v rast, proliferacijo in zasevanje, receptorje VEGF (receptorji za vaskularni rastni faktor, s čimer zavrejo nastanek tumorskega žilja, in druge tarče. Dajejo se intravensko (v zadnjem času nekatera tudi subkutano), saj bi jih prebavni sokovi po zaužitju razgradili. Monoklonska protitelesa se ne presnavljajo v jetrih in zato pri njihovi uporabi ni součinkovanjz drugimi zdravili, ki se presnavljajo v jetrih.
| Monoklonsko protitelo | Tarča | Indikacije                                                                                   |
| --------------------- | ----- | -------------------------------------------------------------------------------------------- |
| Bevacizumab           | VEGF  | rak debelega črevesa in danke, neskvamozni pljučni rak, rak dojke, rak jajčnika, rak ledvice |
| Cetuksimab            | EGFR  | rak debelega črevesa in danke, rak glave in vratu                                            |
| Ofatumumab            | CD20  | kronična limfatična levkemija                                                                |
| Rituksimab            | CD20  | nehodgkinov limfom                                                                           |
| Trastuzumab           | HER-2 | rak dojke, rak želodca                                                                       |

Nekatera monoklonska protitelesa so konjugirana, kar pomeni, da imajo na svojo strukturo pripet bodisi citostatik (npr. trastuzumab emtansin) ali radioaktivni element (90Y-ibritumomab). Ob vezavi na ustrezno tarčo na rakavi celici se učinek monoklonskega protitelesa tako ojača s pomočjo citostatika ali sevanja.

### Male molekule
Male molekule so sintetična tarčna zdravila (npr. zaviralci tirozin kinaz in zaviralci serin/treonin kinaz).
Delujejo na signalne poti znotraj celice, dajejo pa se v obliki tablet, zato so bolnikom prijaznejše.
Med male molekule, ki delujejo kot zaviralci tirozin kinaz, spadajo na primer:
- erlotinib – za zdravljenje nedrobnoceličnega pljučnega raka
- gefitinib  – za zdravljenje nedrobnoceličnega pljučnega raka
- imatinib – za zdravljenje kronične limfatične levkemije, akutne limfoblastne levkemije, gastrointestinalnega stromalnega tumorja, hipereozinofilnega sindroma, sistemske mastocitoze, dermatofibrosarkoma
- lapatinib – za zdravljenje HER2-pozitivnega raka dojke
- sorafenib – za zdravljenje raka ledvičnih celic, jetrnoceličnega raka (hkrati je tudi zaviralec Raf-kinaze, ki spada med serin/treonin kinaze[11][12])
- sunitinib – za zdravljenje raka ledvičnih celic, gastrointestinalnega stromalnega tumorja, nevroendokrinega tumorja trebušne slinavke